# Piłka ręczna na Letnich Igrzyskach Olimpijskich 2020 – składy mężczyzn
Artykuł grupuje składy męskich reprezentacji narodowych w piłce ręcznej, które wystąpiły w męskim turnieju rozegranym w ramach Letnich Igrzysk Olimpijskich 2020 w Tokio.

## Grupa A

### Argentyna
Źródło

### Brazylia
Źródło

### Francja
Źródło

### Hiszpania
Źródło

### Niemcy
Źródło

### Norwegia
Źródło

## Grupa B

### Bahrajn
Źródło

### Dania
Źródło

### Egipt
Źródło

### Japonia
Źródło

### Portugalia
Źródło

### Szwecja
Źródło